# كالوم كامبل
كالوم كامبل (بالإنجليزية: Calum Campbell)‏ هو مدرب كرة قدم ولاعب كرة قدم بريطاني في مركز الهجوم، ولد في 7 نوفمبر 1965 في Erskine, Renfrewshire ‏ في المملكة المتحدة. لعب مع نادي دمبرتون.